# René Robert
René Robert (Friburgo, 4 marzo 1936 – Parigi, 20 gennaio 2022) è stato un fotografo svizzero naturalizzato francese.
Le sue fotografie avevano perlopiù come soggetto ballerine e cantanti di flamenco.

## Biografia

### Carriera
Robert nasce a Friburgo, in Svizzera. Comincia ad appassionarsi di fotografia all'età di 12 anni grazie ad un suo amico, svolgendo un apprendistato della durata di tre anni con un fotografo di Losanna prima di lavorare per un'agenzia di stampa a Ginevra.
A metà degli anni sessanta si trasferisce a Parigi, dove fa conoscenza con una ballerina svedese venuta lì per imparare il flamenco, cosa che ispirerà Robert per i suoi lavori fotografici. Inizia dal 1967 a fotografare in bianco e nero e a pellicola personaggi famosi come Paco de Lucía, Enrique Morente, Fernando Terremoto, Israel Galván, Rocío Molina e Andrés Marín.

### Morte
La sera del 19 gennaio 2022, Robert stava passeggiando tranquillamente a Place de la République a Parigi, quando fu colto da un malore e si accasciò a terra privo di sensi. Il suo corpo rimase disteso a terra per circa nove ore fino alle prime ore del mattino del giorno successivo, quando un senzatetto lo vide e chiamò un'ambulanza, che, giunta sul posto, lo portò immediatamente in ospedale, dove fu dichiarato morto per ipotermia. La vicenda divenne di dominio pubblico e fu anche oggetto di numerose polemiche a causa della totale indifferenza dei passanti che non hanno prestato soccorso.

## Pubblicazioni
- La rage & la grâce, les flamencos, Parigi, Éditions Alternatives, 2001, ISBN 978-28-622-7314-3.
- Gabriel Sandoval (fotografie di René Robert), Flamenco attitudes, Solar, 2003, ISBN 978-22-630-3477-0.

## Esposizioni
- 2015, Un itinéraire en flamenco, Carré d'Art, Nîmes
- 2017, 3ª biennale d'art flamenco, Palais de Chaillot, Parigi
- 2018, Chaillot, mémoire de la danse, Palais de Chaillot, Parigi
- 2019, La caméra au rythme du flamenco, Cosmopolis, Nantes